# Kreisgericht Heilsberg
Das Kreisgericht Heilsberg war ein preußisches Kreisgericht in der damaligen Provinz Preußen mit Sitz in der Kreisstadt Heilsberg.

## Geschichte
In Bezirk des Kreisgerichts Heilsberg bestanden bis 1849 das königliche Fürstbischöflich Ermländische Landvoigteigericht sowie viele Patrimonialgerichte.
1849 wurden in Preußen einheitlich Kreisgerichte geschaffen. Hierbei wurde die Patrimonialgerichtsbarkeit abgeschafft und die Patrimonialgerichte wurden aufgehoben. Auch die eingangs genannten Gerichte wurden aufgehoben und es entstand das Königliche Kreisgericht Heilsberg im Sprengel des Ostpreußischen Tribunals zu Königsberg. Es war für den Landkreis Heilsberg zuständig.
Schwurgerichtssachen wurden am Kreisgericht Bartenstein verhandelt. Am Gericht waren 1870 ein Direktor und sechs Kreisrichter eingesetzt. 1870 betrug die Zahl der Gerichtseingesessenen 53.279. Eine Gerichtskommission wurde in Guttstadt eingerichtet.
Im Rahmen der Reichsjustizgesetze wurde das Gerichtswesen in Deutschland 1879 vereinheitlicht. Damit wurde das Kreisgericht Heilsberg aufgehoben und das königlich preußische Amtsgericht Heilsberg mit Wirkung zum 1. Oktober 1879 als eines von sechzehn Amtsgerichten im Bezirk des Landgerichtes Bartenstein als Nachfolger gebildet.

## Richter
- Carl Ferdinand Johannes Hahn Kreisrichter an der Gerichtskommission Guttstadt ab 1850 und Gerichtsdirektor ab 1865